# El Llano (Elías Piña)
El Llano es un municipio de la República Dominicana, que está situado en la provincia de Elías Piña.

## Límites
Municipios limítrofes:
|                                               | Norte: Comendador y Las Matas de Farfán  |                                           |
| Oeste: Belladère y Savanette (ambas de Haití) |                                          | Este: Las Matas de Farfán y Juan Santiago |
|                                               | Sur: Las Matas de Farfán y Juan Santiago |                                           |

## Distritos municipales
Está formado por los distritos municipales de:
| Nombre   | Código   |
| -------- | -------- |
| El Llano | 07070301 |
| Guanito  | 07070302 |

## Historia
El Llano surge a partir del año 1939, cuando la Ley n.º 125 del 31 de mayo de ese año elevó dicho territorio a la categoría de sección perteneciente a la común de Las Matas de Farfán, provincia benefactor, lo que es hoy San Juan. En ese mismo contexto también se elevó a esa categoría al paraje Guanito. En el año 1942, mediante la Ley 83 del 3 de septiembre de ese año, cuando se creó la provincia San Rafael (hoy Elías Piña), El Llano y Guanito pasan a ser parte de la demarcación territorial del Municipio de Elías Piña, común cabecera de la nueva provincia. Después de pertenecer a la común de Elías Piña en el 1959, mediante la ley n.º 5220 del 21 de septiembre de ese año, el Congreso Nacional dispuso las funciones de las secciones El Llano y Guanito, quedando reducida esta última a un paraje de aquel. 35 años después de alcanzar la categoría de sección, El Llano es elevado a Municipio, mediante la Ley N.º 117 del 31 de enero de ese último año, el Congreso Nacional dispuso que el nuevo municipio funcione como un Distrito Municipal hasta tanto se celebraran las Elecciones Generales del 1978. Con la toma de posesión de las autoridades electorales, la Ley 687 del 2 de julio de 1974 también elevó a sección el paraje de Guanito, su localización y extensión.

## Demografía
Según el Censo de Población y Vivienda de 2002, el municipio tiene una población total de 8.151, de los cuales 4.376 eran hombres y 3.775 mujeres. La población urbana del municipio era de 30,23%.

## Economía
La principal actividad económica del municipio es la agricultura, siendo el arroz el principal producto.